# Uwe Kaestner
Uwe Kurt Kaestner (* 8. Februar 1939 in Dresden) ist ein ehemaliger deutscher Botschafter.

## Leben
Kaestner begann nach dem Abitur 1958 ein Studium der Rechtswissenschaft an der Albert-Ludwigs-Universität Freiburg, der Universität zu Köln und der Rheinischen Friedrich-Wilhelms-Universität Bonn, das er 1962 abschloss.
Kaestner trat 1963 in den auswärtigen Dienst. Neben seiner Ausbildung für den höheren Dienst erfolgte 1966 auch seine Promotion an der Universität zum Dr. jur. mit einer Dissertation mit dem Titel Die Zulässigkeit wirtschaftlicher Integration nach der Verfassung der Vereinigten Staaten von Amerika. Nach Abschluss der Laufbahnprüfung fand er zwischen 1966 und 1970 zunächst Verwendung an der Botschaft in Brasilien und danach in der Zentrale des Auswärtigen Amtes in Bonn, ehe zwischen 1974 und 1977 Ständiger Vertreter des Botschafters in Ecuador war.
Im Anschluss war Kaestner zwischen 1977 und 1980 Referent im Planungsstab des Auswärtigen Amtes und danach Referent in der Politischen Abteilung der Botschaft in der Sowjetunion sowie zwischen 1984 und 1986 Referatsleiter in der Politischen Abteilung des Auswärtigen Amtes. Im Anschluss folgte von 1986 bis 1993 eine Abordnung in das Bundeskanzleramt, in dem er 1989 Leiter des Referates 212 (Ost-West-Fragen) wurde, die zu der Abteilung 2 unter Leitung von Horst Teltschik gehörte. Das Referat 211 (Europäische Integration) leitete der vortragende Legationsrat Joachim Bitterlich. Teltschik, Bitterlich und Kaestner gehörten am 10. Februar 1990 zur Begleitung des Besuchs von Helmut Kohl bei Michail Sergejewitsch Gorbatschow in Moskau, der als Meilenstein in der deutschen Wiedervereinigung gilt.
Von 1993 bis 1995 war Uwe Kaestner im Auswärtigen Amt Beauftragter für Lateinamerikapolitik im Rang eines Botschafters. Von 1995 bis 1998 war er Botschafter in Südafrika. Dann tauschte Kaestner seinen Posten als Botschafter in Pretoria mit dem Leiter der Abteilung 3 (Dritte-Welt-Politik) Harald Ganns. Von 1999 bis 2001 war Kaestner Botschafter in Tokio und anschließend von 2001 bis 2004 deutscher Botschafter in Brasilien.

## Veröffentlichungen
- Die Zulässigkeit wirtschaftlicher Integration nach der Verfassung der Vereinigten Staaten von Amerika, Dissertation, Universität Bonn, 1966